# Aragonès meridional
L'aragonès meridional és la variant dialectal de l'aragonès (juntament amb l'occidental, l'oriental i el central) que es parla aproximadament a les zones de la Foia d'Osca, Somontà de Barbastre i algunes poques localitats de les Cinc Viles, englobant per tant llocs com Fuencalderas, Ayerbe, Nocito, Osca, Avosca, Almudèver i Barbastre. No existeix una frontera clara amb el jaquès ni amb el serrablès ni amb el sobrarbès. Es pot considerar al fovà com la forma de transició entre l'aragonès meridional i el ribagorçà i al jaquès del quadrilàter Lerés-Frauca-Sabiñánigo-Larrés com la forma de transició des del jaquès cap a l'aragonès meridional i l'aragonès de la Terra de Biescas.
És semblant entre totes les comarques (no existeix el condicionament topogràfic de valls aïllades que permeten una evolució en cada vall al seu aire). Les innovacions o les traces més generals s'estenen amb facilitat per totes les comarques somontaneses. No obstant això també és el més castellanitzat, per la mateixa raó.
En les últimes dècades l'erosió lingüística ha fet que els últims elements aragonesos mantinguts encara en els anys 1950-1960, s'hagin perdut en la seva major part. Avui el que se sol sentir és un castellà amb l'article aragonès general, o, os, a, as, la partícula pronómino-adverbial en/ne, la construcció le'n, les ne, la preposició ta i el diminutiu -ed/-er, -eta.

## Fonètica
- Sonorització de les sordes intervocàliques llatines excepte en casos aïllats de conservació: forato, melico, parete, rete, que poden trobar-se igual en el castellà de substrat aragonès de la província de Terol.
- Existeixen també casos, menys que els anteriors, de sonorització de la oclusiva després de líquida.
- Es troben sovint castellanismes fonètics: ocho, noche, ablar.
- El so -x- es perd sovint per la pressió castellana i es torna -ch-, però en algun lloc encara que es perd en general, es manté en els demostratius ixe, ixa, ixo, ixos, ixas.
- També es troben molts trets en comú amb el castellà rústic, vulgarismes, etc: aiga, faiga, baiga (que contrasta amb l'aragonès d'algunes valls axials: iaya, faya, vaya, però que s'han aferrat per a l'aragonès estàndard).
- Podem trobar aragonesismes per hipercorrecció: coniello en comptes de conillo.[3]

## Morfologia
- La partícula pronominal adverbial i aquesta perduda, fora de casos de fossilització.
- El diminutivo -et sona com -ed o -er segons zones.[1]

## Situació dins de l'aragonès
L'aragonès meridional es tracta del bloc dialectal que engloba diferents varietats regionals, les quals són (d'oest a est): ayerbense, del Somontano de Barbastro i del Sobrarb. En la següent taula pot veure's una classificació de tots els dialectes de l'aragonès i la situació particular de l'aragonès occidental. Les varietats dialectals properes presenten característiques comunes malgrat pertànyer a blocs diferents.
Cal destacar alguna varietat com el navalès dins de l'aragonès de Somontà de Barbastre.
| Bloc occidental - Ansotà - Aragonès d'Echo (Cheso en aragonès) - Aragüés - Aisí (Aisino en aragonès) - Jaquès (Chaqués en aragonès) | Bloc central - Aragonès centre-occidental - Tensí - Panticut - Serrablès/Sarrablès (Sarrablo aragonès / Serrablo cast) - Aragonès de la terra de Biescas (de Biescas) - Aragonès de la Vall d'Acumuer (de la Vall d'Acumuer) - Aragonès de la Vall de Basa (de Vallibasa) - Aragonès de Sobrepuerto (de Sobrepuerto) - Aragonès centro-oriental - Belsetà - Bergotès - Aragonès de la Ribera de Fiscal (de Ribera de Fiscal) - Aragonès de la vall de Vió (de la Vall de Vió) - Aragonès de la vall de Pórtoles (de Pórtoles) - Aragonès de la vall de Tella - Aragonès de Serra Ferrera | Bloc oriental - Aragonès ribagorçà - Benasquès o Alt-Ribagorçà - Gistaví - Fovà (de la Fova) - Mig-Ribagorçà - Baix-Ribagorçà - Grausí - Estadellà - Fonts                            |  |
| Bloc meridional - Aragonès d'Aierbe (d'Aierbe) - Somontès (de Somontà de Barbastre) - Navalès - Aragonès del Sobrarb (de Sobrarb)   | Bloc meridional - Aragonès d'Aierbe (d'Aierbe) - Somontès (de Somontà de Barbastre) - Navalès - Aragonès del Sobrarb (de Sobrarb) | Dialectes de transició - Castellà aragonès - El benasquès és considerat també de transició amb el català. Tots els fronterers amb la Franja de Ponent són de transició amb el català. |  |